# Cheesymite scroll

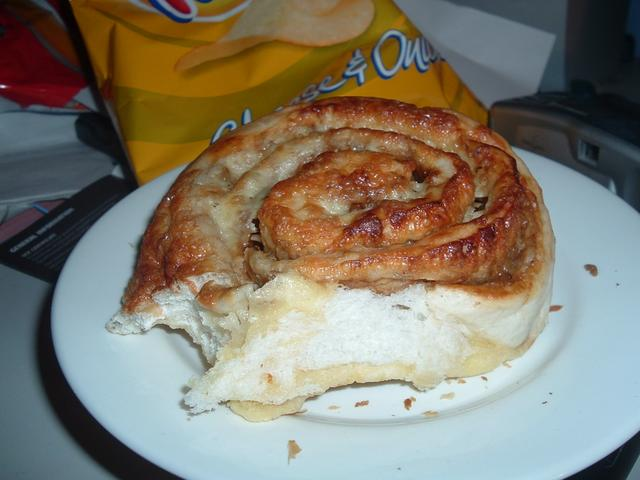
Un cheesymite scroll de Australia.

Un cheesymite scroll es una espiral de pan rellena de Vegemite y queso (cheese, de ahí su nombre: ‘rollo de queso y [Vege]mite’), que se toma para comer o como aperitivo. Puede encontrarse en muchas panaderías y algunos supermercados de Australia y Nueva Zelanda. Lo elaboran Bakers Delight, Brumby's Bakeries (donde se llama cheddarmite scroll) y COBS Bread.